# Athis therapon
Athis therapon é uma traça da família Castniidae. É encontrada no Brasil. Foi introduzida em Nova Jersey. As larvas são uma pequena praga para plantas da família Orchidaceae.